# Bergsjöns församling
Bergsjöns församling är en församling i Nylöse pastorat i Göteborgs norra kontrakt i Göteborgs stift. Församlingen ligger i Göteborgs kommun i Västra Götalands län.

## Administrativ historik
Församlingen bildades 1971 genom en utbrytning ur Nylöse församling och utgjorde därefter till 2018 ett eget pastorat. Från 2018 ingår församlingen i Nylöse pastorat.

## Kyrkor
- Bergsjöns kyrka

## Areal
Bergsjöns församling omfattade den 1 november 1975 (enligt indelningen 1 januari 1976) en areal av 5,5 kvadratkilometer, varav 5,5 kvadratkilometer land.